# Llanfihangel Glyn Myfyr
Pour les articles homonymes, voir Llanfihangel.
Llanfihangel Glyn Myfyr est un village et une communauté du borough de comté de Conwy, au pays de Galles.
Il est situé dans le sud-est du comté, sur l'Afon Alwen (cy), à une quinzaine de kilomètres au nord-ouest de la ville de Corwen. Au recensement de 2011, la communauté comptait 189 habitants.
Llanfihangel Glyn Myfyr est le village natal de l'antiquaire Owen Jones (1741-1814).